# Rozalia Nasretdinova
Rozalia Chajdjarovna Nasretdinova (ryska: Розалия Хайдяровна Насретдинова), född 10 februari 1997, är en rysk simmare. 
Nasretdinova tävlade i två grenar (50 meter frisim och 4 x 100 meter frisim) för Ryssland vid olympiska sommarspelen 2016 i Rio de Janeiro.